# Котур-Суу
Котур-Суу (кирг. Котур-Суу) — село в Жумгальском районе Нарынской области Кыргызстана. Входит в состав айылного аймака Мин-Куш.

## География
Село расположено в северо-западной части области, к северу от реки Кёкёмерен, на расстоянии приблизительно 45 километров (по прямой) к юго-западу от села Чаек, административного центра района. Абсолютная высота — 1487 метров над уровнем моря.

## История
До 2023 года село входило в состав ныне упразднённого айылного аймака Кабак (Кабакского айылного аймака).

## Население
Согласно оценочным данным Национального статистического комитета Кыргызской Республики, численность населения села на начало 2023 года составляла 218 человек.
| год     | 2009 | 2014 | 2015 | 2020 | 2021 | 2023 |
| ------- | ---- | ---- | ---- | ---- | ---- | ---- |
| человек | 174  | 190  | 191  | 217  | 212  | 218  |